# Trinitatis Hospital

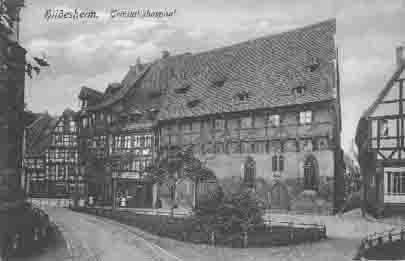
Una vista di inizio XX secolo

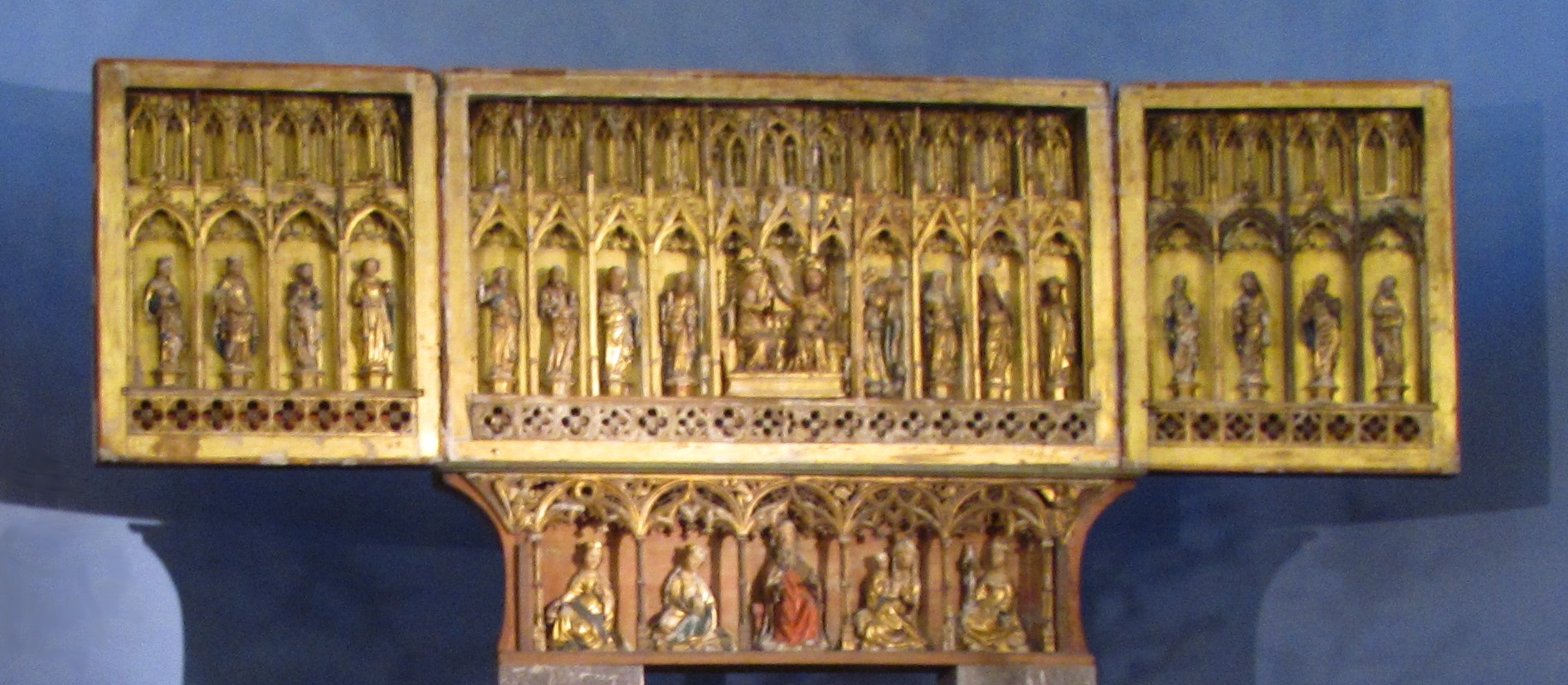
L'altare gotico scolpito (oggi a San Bernward).

Il Trinitatis Hospital (letteralmente "Ospedale della Trinità") era un'istituzione medievale per l'assistenza ai malati e ai poveri con sede dentro un edificio gotico risalente ai secoli XIV-XV, ubicato sul lato ovest dell'Andreasplatz di Hildesheim. Sostituì il vicino e più piccolo Ospedale dello Spirito Santo, fondato nel 1230. Nel 1329 fu costruito il nuovo edificio gotico dell'ospedale, che divenne una delle attrazioni della vecchia Hildesheim.
Edificato in stile gotico nel 1334, ebbe aggiunto il piano superiore, a graticcio, nel 1459.
Il 22 marzo 1945, durante il più pesante bombardamento aereo subito dalla città, il Trinitatis Hospital venne completamente distrutto, insieme a tutti gli altri edifici della piazza. Venne rimpiazzato, negli anni cinquanta, da un anonimo edificio moderno di cemento.

Il Trinitatis Hospital su un francobollo permanente della serie Edifici tedeschi di dodici secoli.

Nel 1966 le poste federali tedesche gli hanno dedicato un francobollo della serie Edifici tedeschi di dodici secoli. La pala d'altare gotica con l'incoronazione della Vergine Maria e dei santi, che ora si trova alla chiesa di San Bernardo, proviene dal Trinitatis.

## Descrizione di Adolf Bertram (1899)
Nel nuovo ospedale municipale, costruito nel 1334, “i poveri malati che giacevano sul sagrato e per le strade potevano trovare cibo, ricovero e cure”. Con questo nuovo ospedale la casa divenne St. Katharinen, dove venivano ospitati i poveri, e l'ospedale (più vecchio) fu accorpato a St. Andreas‛; In cambio anche i viaggiatori poveri dovrebbero trovare alloggio qui, come prima avevano potuto trovare alloggio a St. Katharinen. Per quanto riguarda il personale in servizio nel nuovo ospedale fu stabilito quanto segue: Per chi viene nella casa del Santo per servire i poveri malati, appare lo Spirito, il quale è un segno di salvezza. Nello spirito e in segno di rinuncia al mondo e indossa un abito grigio con sopra una croce bordata di rosso. Johann von Bettmar, che per amore di Dio diede i suoi soldi per fondare l'ospedale, ne fu nominato direttore; Al suo fianco era presente un sacerdote che teneva funzioni religiose nella cappella dell'ospedale; Godeva di un terzo del reddito della fondazione che l'ospedale pagava ad altri due benefattori, vale a dire il Magister Albrecht di St. Andreas e Konrad von Ahrbergen. Oltre al magister e al parroco dell'ospedale, nel consiglio della casa furono eletti due onesti cittadini. Tutto ciò che il maestro, il prete e l'infermo lasciano dopo la morte va all'ospedale e ai suoi poveri ricoverati.
L'edificio dell'ospedale con la sua cappella è tutt'ora presente. Presenta un massiccio basamento con portale ogivale. La porta più piccola accanto, posta tra due finestre, conduce alla cappella dell'ospedale. Il piano superiore è a graticcio e sporge rispetto al seminterrato. Una fila di 14 mensole con immagini di santi ben scolpite sostiene il davanzale e una fila simile di mensole sostiene il tetto sporgente. Pannelli dipinti si trovano tra le mensole e, insieme alle immagini scolpite, conferiscono alla semplice casa un aspetto più ricco ed aggraziato. L'altare gotico alato della cappella si trova ora nel Museo Roemer.
Da un documento del 1358 si evince come talvolta veniva fatta agli ospedalieri un'inaspettata donazione di generi alimentari. In esso il vescovo Enrico concedeva il diritto esclusivo di rifornimento dell'ospedale alla corporazione dei panettieri di Hildesheim, con una leggera limitazione. A questo aggiunse la disposizione penale pratica: se qualcuno agiva contro questa ordinanza, l'ufficiale giudiziario deve dimezzare la razione di pane del responsabile e trasferirne una metà all'Ospedale del Santo Spirito e l'altra metà all'Ospedale Katharinen.»
(Adolf Bertram, Storia della diocesi di Hildesheim, primo volume, Hildesheim 1899, pagine 335–336)